# 泥團子

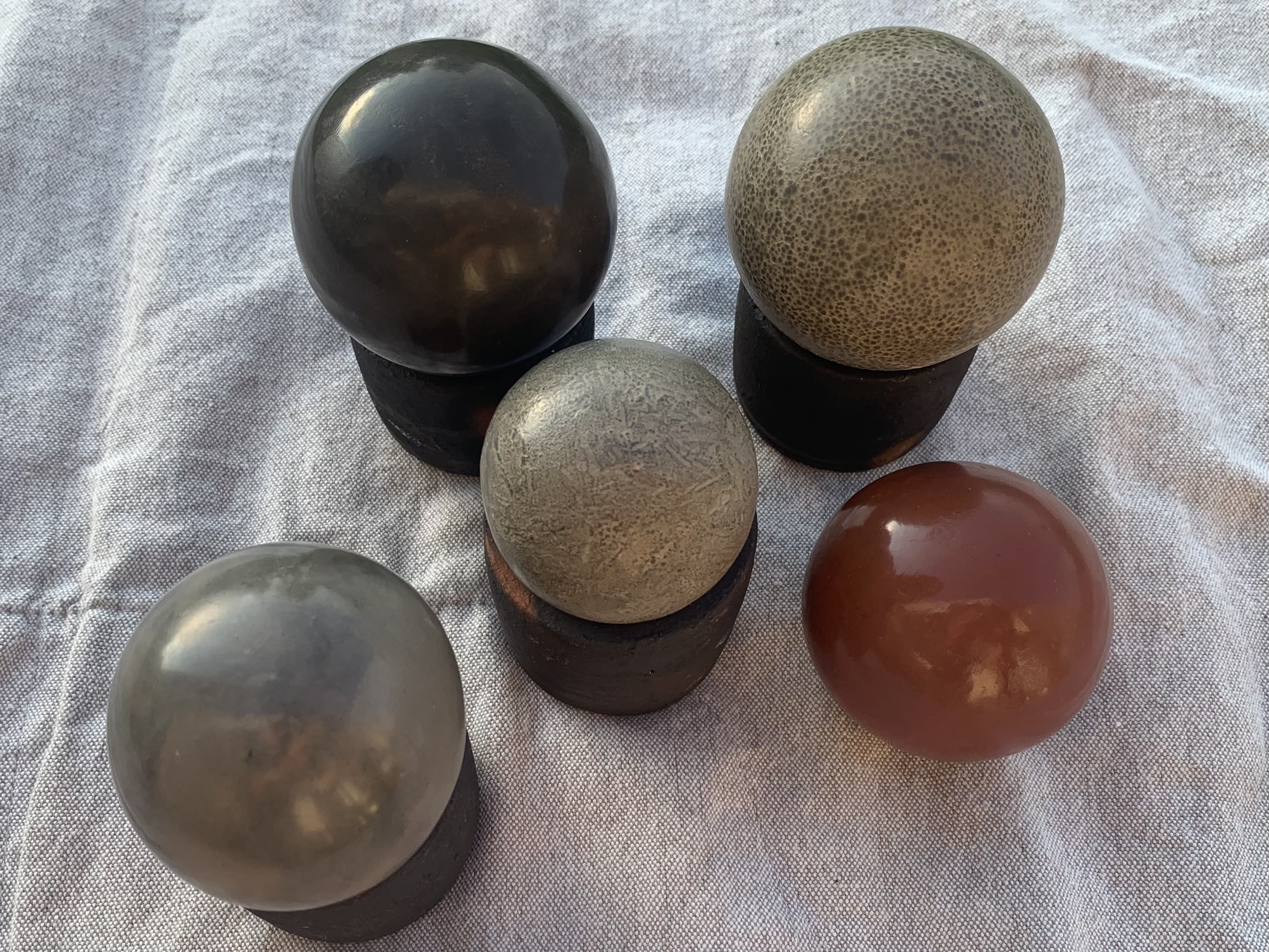
用各種黏土和不同技術製成的泥團子。

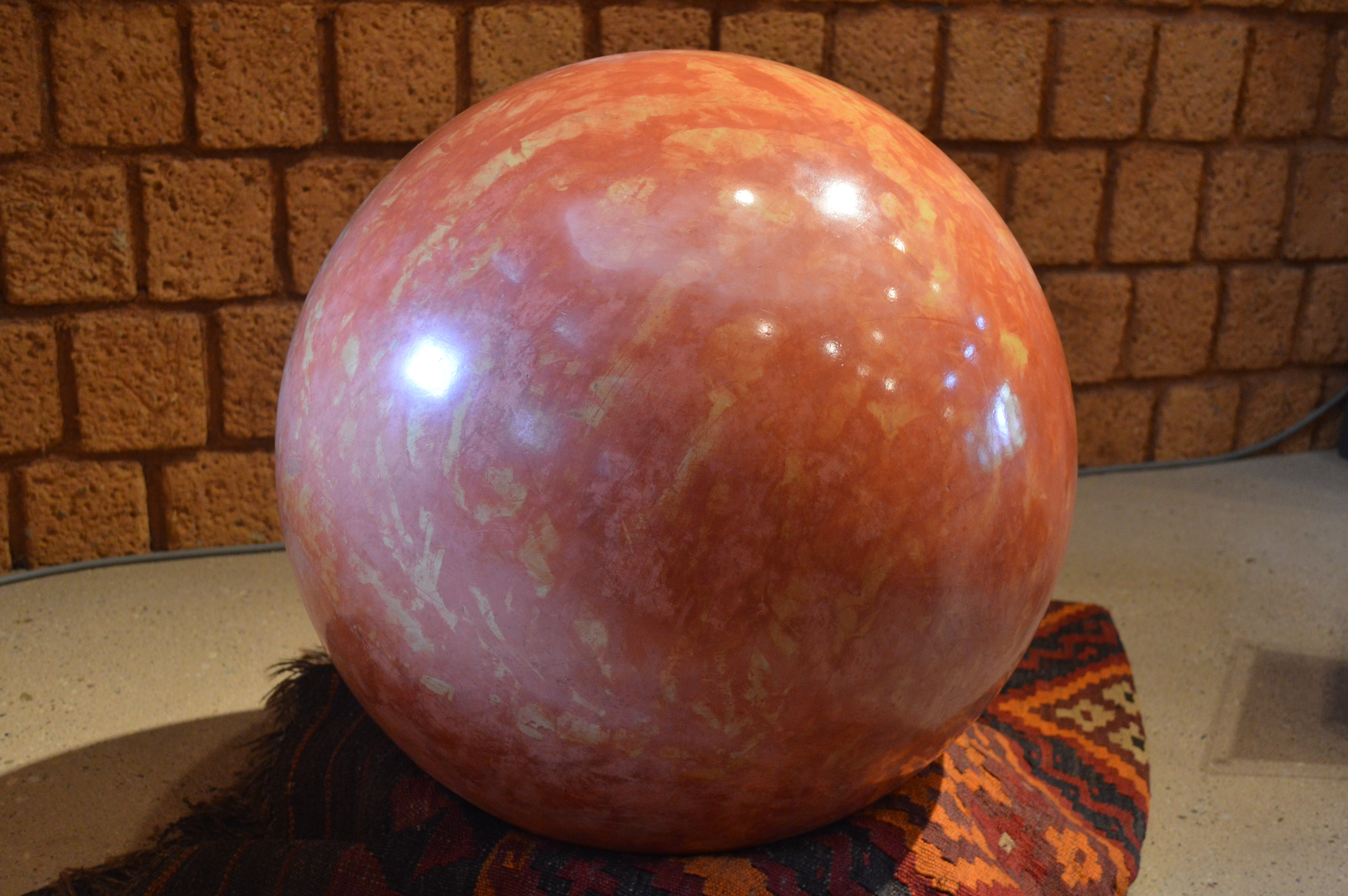
愛知縣INAX生活博物館的巨大泥團子（直徑54公分）

泥團子（日语：／）是一種日本藝術形式，做法是將泥土和水混合成形，然後仔細打磨，做成如母球般精緻閃亮球體。

## 製法
製作簡單的泥團子是學童的傳統娛樂活動。

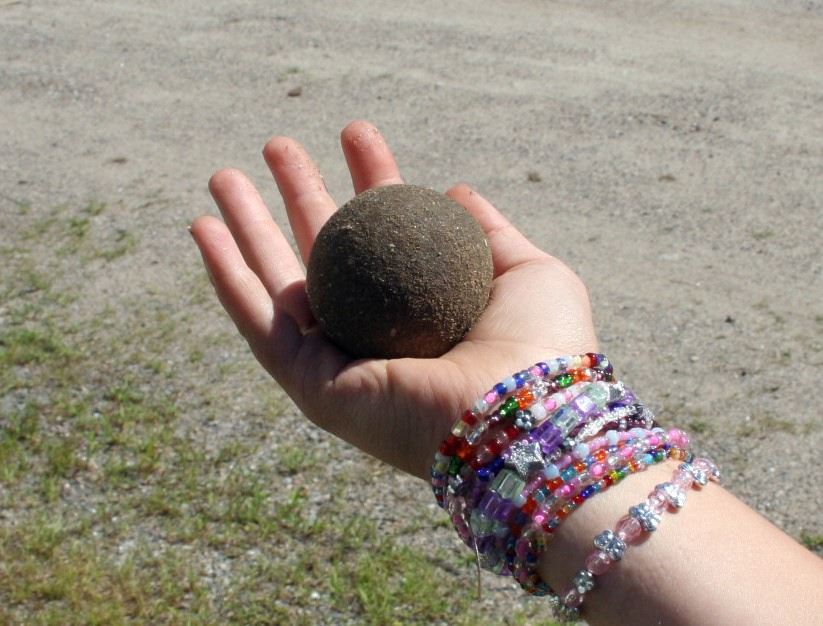
初期階段的泥團子，要用細小的顆粒進行拋光才能產生光澤。

近年，該工藝被改進為具有光滑表面的「閃亮泥團子」（光る泥だんご）藝術。可以用幾種不同的技術製作。所有的製作方式，球的核心都是由泥漿製成，並經過手工精心塑造，使其盡可能地圓潤。待核心被晾乾後，小心並有條不紊地撒上細篩的土壤，在核心周圍形成幾毫米厚的外殼。用越來越細的泥土顆粒重複這個步驟幾次，直到表面足夠光滑。然後用布輕輕擦亮表面。完成後的泥團子可能看起來像一顆拋光的石球，但它仍非常脆弱。這個過程需要幾個小時的細心注意，以免破壞球。

## 流行文化
在克里斯多福·鮑里尼所著的系列小說《遺產四部曲》中，主角艾瑞岡目睹了矮人國王羅詩格所進行的矮人傳統：製作「erôthknurl」。而「erôthknurl」的製作方式與泥團子非常相似。
在Discovery頻道節目《流言終結者》第113集轟然落幕中，主持人亚当·萨维奇和杰米·海纳曼調查了日常諺語背後的真相。他們使用製作泥團子的方法製作糞球，以打破人們「無法拋光糞便」（one can't polish a turd）的流言。他們使用光澤度計測量成品表面，測量結果遠高於70光澤度，屬於「高光澤」。亞當的106光澤度泥團子使用的是鴕鳥的糞便，傑米的183光澤度泥團子則是使用了獅子的糞便。於是他們認定「流言破解」。
在日本改編電視動畫《四月是你的謊言》第14集中，角色澤部椿在一個回憶場景中正在把一顆泥團子磨亮，準備拿給給主角有馬公生看。不料，在她拿给公生看之前，泥團子就散掉了，以代表她當時對公生的感情。
在遊戲《牧場物語 重聚礦石鎮》中，珀布莉交給主角（玩家）一顆泥團子作為禮物。

## 外部連結
- SHINY MUD BALLS: Kyoto Professor Taps into the Essence of Play （页面存档备份，存于）（英文）
- How to make Dorodango : a step by step guide.（英文）
- Shiny balls of Mud: William Gibson Looks at Japanese Pursuits of Perfection （页面存档备份，存于）（英文）